# Scandix pecten-veneris
Scandix pecten-veneris L., volgarmente detta pettine di Venere o acicula comune, è una pianta erbacea annuale appartenente alla famiglia delle Apiacee.

## Descrizione
L'acicula comune è una pianta erbacea annuale dal fusto eretto e dall'altezza media di 15–40 cm. I fiori, bianchi, compaiono tra aprile e giugno. È un genere di piante annuali comuni nelle colture di cereali. I frutti sono con forma allungata e pungente.

## Distribuzione e habitat
L'acicula comune ha un'ampia distribuzione nel Vecchio Mondo : quasi tutta l'Europa, a nord fino alla Scandinavia meridionale, a ovest fino alle isole Azzorre e Canarie; l'Asia occidentale, centrale (repubbliche ex-sovietiche) e meridionale (a est fino all'India occidentale); e il Nordafrica.
È inoltre naturalizzata in altre parti del mondo fuori del suo areale originario.
In Italia è diffusa in tutta la penisola, dalle Alpi alla Sicilia, Sardegna compresa, dal livello del mare fino a circa 1200 m di altitudine.

## Usi
I gambi delle piante giovani possono essere usati nell'insalata, essendo una erbacea commestibile (cioè edule).
La radice essiccata è considerata stimolante dell'appetito e della digestione. L'acicula comune è un'erba officinale e un'erba medicinale.